# Арка (міфологія)
А́рка (дав.-гр. Ἄρκη) — персонаж давньогрецької міфології, дочка Тавманта і океаніди Електри, сестра Іриди і гарпій.
Вона допомогла титанам у боротьбі проти Зевса, стала їхнім посланцем і отримала крила для швидкого пересування, на відміну від своєї сестри Іриди, яка підтримала олімпійських богів на чолі із Зевсом і стала їхнім посланцем. Зевс, який переміг у війні з титанами, скинув Арку в Тартар і відняв в неї крила, які потом подарував Фетіді на честь її весілля з Пелієм. Надалі Фетіда віддала ці крилі своєму сину Ахіллесу, який став прудконогим і отримав відповідне прізвисько «Подарк» (від грец. πούς — ноги і грец. Ἄρκη — Арка; буквально «ноги Арки»).